# Cisza (album Budki Suflera)
Cisza – album studyjny polskiego zespołu rockowego Budka Suflera, wydany w 1993 roku jako kaseta (nakładem wytwórni New Abra) oraz CD (nakładem TA Music).
Zespół nagrał album w składzie: Krzysztof Cugowski (wokal), Romuald Lipko (instrumenty klawiszowe), Tomasz Zeliszewski (perkusja), Mieczysław Jurecki (gitara basowa), Marek Raduli (gitara elektryczna). Dodatkowo w sesjach nagraniowych wystąpili: Piotr Maciąg (saksofon), Arkadiusz Smyk (gitara), Andrzej Warda (gitara) i Luiza Es. (wokal w „Młodych lwach”). Muzykę do większości utworów skomponowali Romuald Lipko i Krzysztof Cugowski (oprócz „Ragtime” i „Kolędy rozterek”, które są dziełem samego Lipko). Teksty zostały napisane przede wszystkim przez Andrzeja Mogielnickiego, z wyjątkiem utworów „Kolęda rozterek” (Adam Sikorski), „Czas wielkiej wody” (Bogdan Olewicz) i „Młode lwy” (Marek Dutkiewicz, na płycie błędnie podaje się jako autora Andrzeja Mogielnickiego). Inna wersja „Czasu wielkiej wody” znalazła się na wcześniejszym albumie Ratujmy co się da!!.
Cisza to płyta rockowa, gdzie znajduje się jedna z najbardziej „ostrych” i rockowych piosenek grupy „Młode lwy”. Reszta utworów albo zachowuje dynamiczny, rockowy charakter („Ragtime”, „Geniusz blues”), albo stanowi przerywnik w postaci spokojnych ballad („Cisza”, „Czas wielkiej wody”, „Kolęda rozterek”). Album osiągnął status Złotej Płyty, z wynikiem ponad 220 tys. sprzedanych egzemplarzy.

## Lista utworów
1. „Stolarz – intro” – 1:00
2. „Cisza jak ta” – 5:28
3. „Ragtime” – 4:45
4. „Młode lwy” – 6:12
5. „Twoje radio” – 5:10
6. „Czas wielkiej wody” – 6:05
7. „Geniusz blues” – 5:27
8. „Skandal” – 4:37
9. „Kolęda rozterek” – 6:40

## Twórcy
- Krzysztof Cugowski – śpiew
- Romuald Lipko – instrumenty klawiszowe, aranżacje
- Marek Raduli – gitara, gitara rytmiczna
- Mieczysław Jurecki – gitara basowa, gitara, gitara rytmiczna, programy komputerowe, aranżacje
- Tomasz Zeliszewski – perkusja, programy komputerowe, aranżacje

gościnnie
- Piotr Maciąg – saksofon
- Arkadiusz Smyk – gitara
- Andrzej Warda – gitara
- Luiza Staniec – drugi wokal